# Nabudi (jezioro)
Nabudi (est. Nabudi järv) – jezioro w Estonii, w prowincji Virumaa Zachodnia, w gminie Kadrina. Położone jest na południe od wsi Viitna. Ma powierzchnię 0,6 ha, linię brzegową o długości 418 m, długość 150 m i szerokość 65 m. Jest otoczone lasem. Położone jest na terenie obszaru chronionego krajobrazu Viitna (est. Viitna maastikukaitseala). Sąsiaduje z jeziorami Pikkjärv i  Viitna Linajärv. Jest połączone niewielkim ciekiem wodnym z rzeką Loobu.